# Alain Mosqueron
Alain Mosqueron, né le 31 janvier 1992 à Cherbourg; est un pilote automobile français actuellement engagé en Nascar Whelen Euro Series.
Il court actuellement au sein de l'équipe Speedhouse dans la Ford Mustang no 40 dans la catégorie Club Challenge. Il est Double Champion d'Europe EuroNASCAR Club 2019 et 2020.

## Biographie

### Débuts en karting
Alain Mosqueron commença sa carrière sportive en karting en 2014 en se lançant dans le championnat amateur Sodi World Series. Au fil des saisons, Mosqueron obtint des résultats lui permettant de participer en 2016 à sa première finale mondiale individuelle au Racing Kart de Cormeilles où il finira à une 43e place mondiale.
En 2017, Mosqueron rejoint à plein temps l'équipe Kart&Diem. La saison 2017 permettra à celle-ci d'être couronnée championne de France et vice-championne du monde au championnat Sodi World Series.
En 2018, Mosqueron poursuivit sa collaboration avec l'équipe Kart&Diem et les résultats permettront à l'équipe d'être couronnée vice-championne de France et troisième au championnat du monde Sodi World Series.
Depuis 2019, Mosqueron poursuit sa collaboration avec l'équipe Kart&Diem sur quelques épreuves d'endurances clés durant l'année.

### NASCAR Whelen Euro Series
En 2019, Mosqueron commença sa carrière automobile après avoir été sélectionné par la NASCAR pour le programme 2019 de recrutement de pilotes,.
Il sera dès lors pour sa première saison à temps plein, au volant de la Chevrolet Camaro no 99 de l'équipe autrichienne DF1 Racing au sein de la division « Elite Club ».

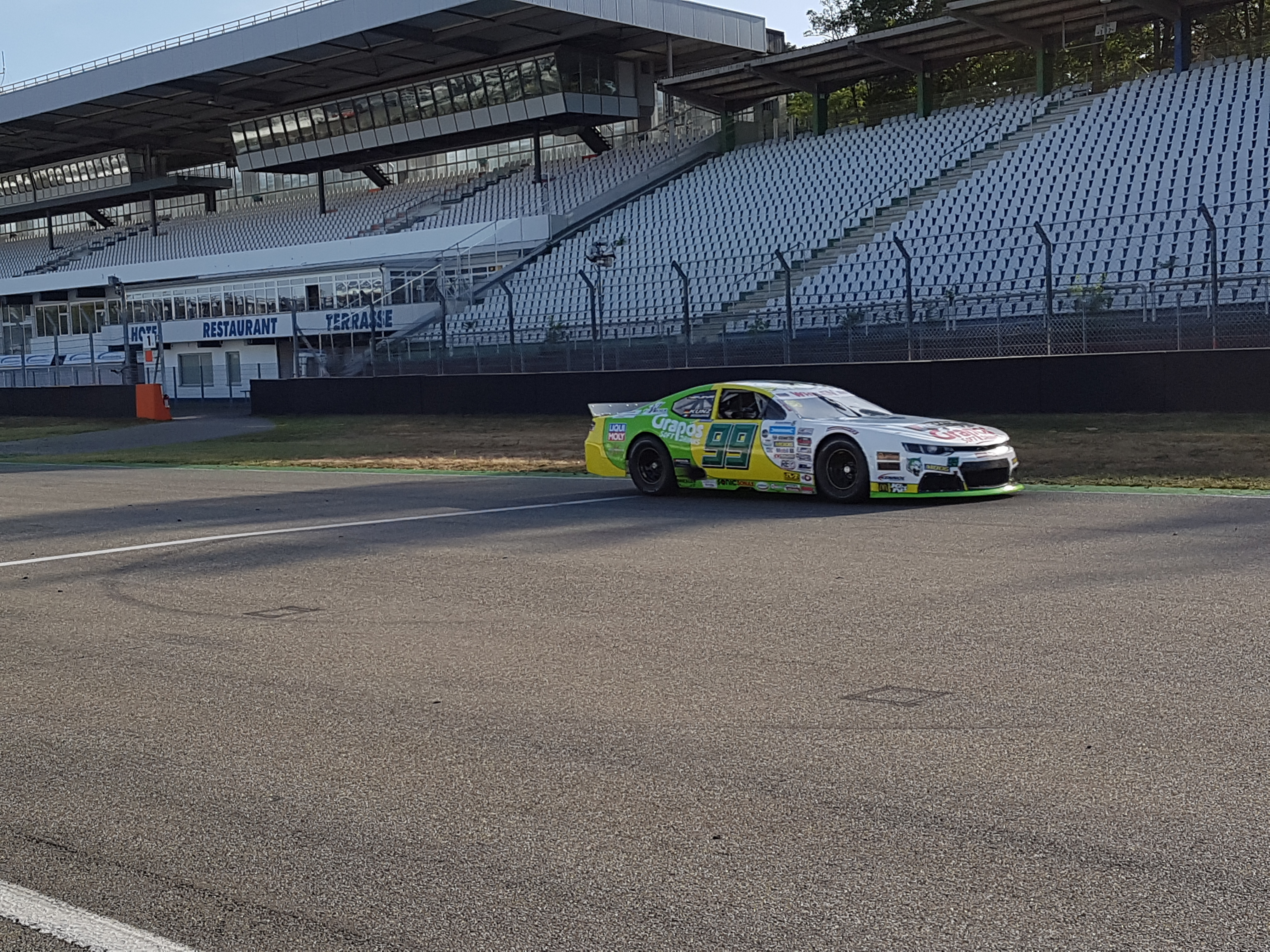
Alain Mosqueron dans la Chevrolet Camaro #99 - DF1 Racing.

Après un premier meeting concluant à Valence en Espagne avec une cinquième place, Mosqueron poursuivit ses résultats en finissant quatrième durant le meeting de Franciacorta en Italie et troisième lors de la course disputée en Allemagne à Hockenheim représentant son premier podium en carrière.
Le 3 octobre 2019 à Zolder en Belgique, Mosqueron arrive à la dernière épreuve du championnat en tant que troisième au championnat avec un retard de 8 points sur Giovanni Trione et à égalité de points avec le deuxième Andreas Kuchelbacher. Mosqueron sera couronné quelques heures plus tard « Champion Elite Club 2019 Nascar Whelen Euro Series » pour sa première saison dans ce championnat européen,,.
Le 23 novembre 2019, Mosqueron fait partie de la délégation européenne de la NASCAR Whelen Euro Series, en tant que « Champion 2019 Elite Club », envoyée à Charlotte pour assister à la traditionnelle cérémonie des NASCAR Awards au NASCAR Hall Of Fame (en).

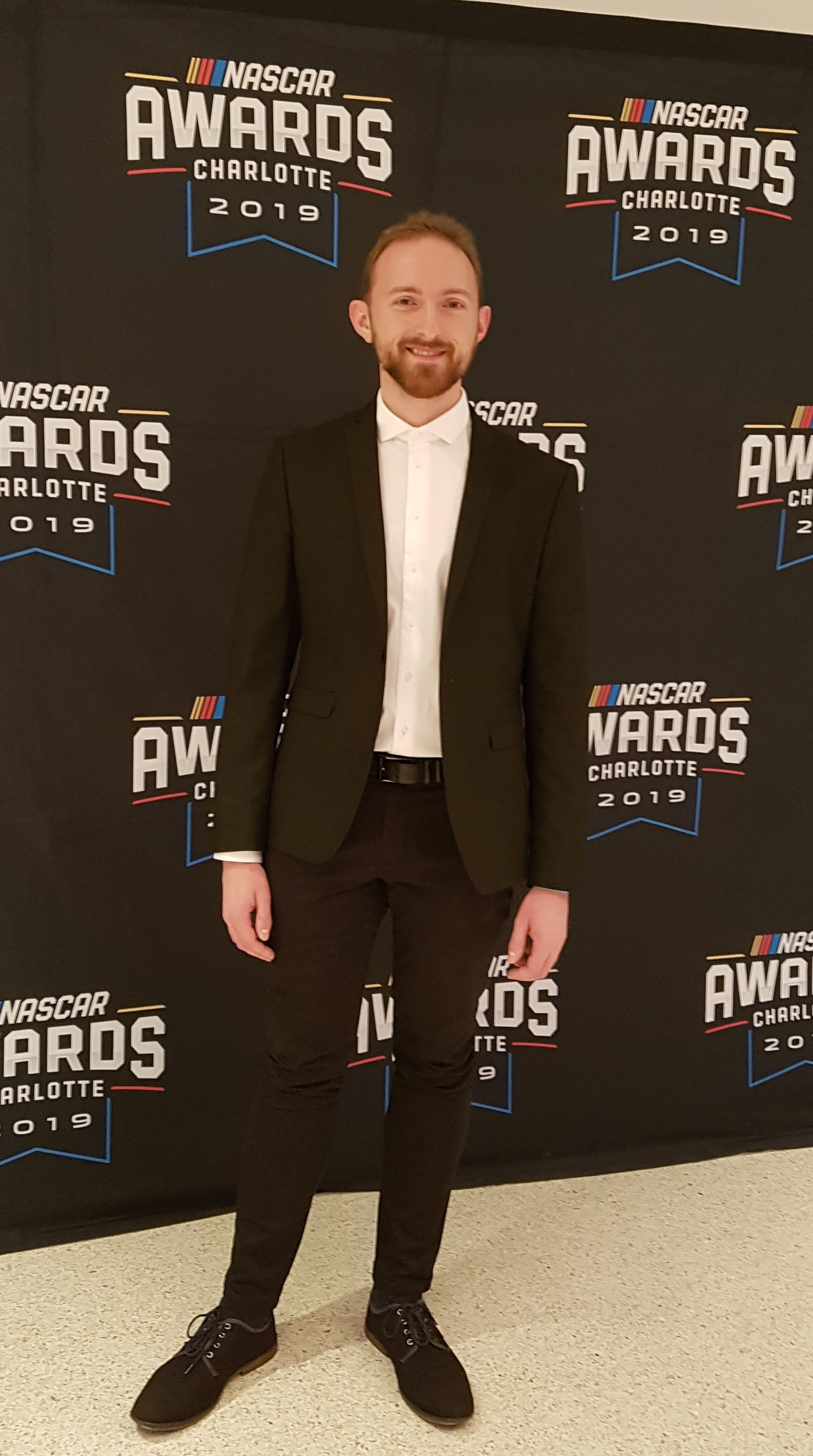
Alain Mosqueron durant les NASCAR Awards 2019 à Charlotte

Le 12 décembre 2019, Mosqueron est confirmé par DF1 Racing pour la saison 2020 afin de défendre son titre dans la division EuroNASCAR Club et prévoit un calendrier partiel dans la catégorie EuroNASCAR 2,.
Finalement, Mosqueron ne prendra pas le départ d'une course en EuroNASCAR 2 et se consacrera pleinement à la défense de son titre EuroNASCAR Club en 2020.
Le 1er octobre 2020, Mosqueron prend part à la première manche EuroNASCAR Club de 2021, retardée par la pandémie Covid-19. Il se hisse à la seconde place derrière un rookie, Frederico Monti qui prend la tête du championnat après cette première manche.
Le 13 novembre 2020, la seconde manche se déroule à Grobnik, en Croatie. Mosqueron et Monti se livrèrent une lutte sans merci dans laquelle Mosqueron en sorti victorieux avec un écart de moins d'un dixième de seconde. Mosqueron et Monti arriveront donc à la dernière manche avec un écart de seulement 6 points au classement général.
Le 3 décembre 2020 marque la finale du championnat 2020 NASCAR Whelen Euro Series. Cette finale a lieu à Valence en Espagne, un lieu spécial pour Mosqueron car il s'agit du lieu de sa première course à bord d'une voiture NASCAR. Dans la suite de sa forme affichée à Grobnik quelques semaines plus tôt, Mosqueron remporta cette dernière manche devant Monti et devient le premier double champion EuroNASCAR Club 2019 et 2020.
Le 10 avril 2023, la NASCAR Whelen Euro Series annonce le retour d'Alain Mosqueron avec l'écurie Speedhouse pour l'année.

## Palmarès
- 2017 : 43e à la finale mondiale Sodi World Series en catégorie individuelle[2]
- 2017 : Champion de France et vice-champion du monde au championnat Sodi World Series en catégorie endurance - Team Kart&Diem[3]
- 2018 : Vice-champion de France et 3e mondial au championnat Sodi World Series en catégorie endurance - Team Kart&Diem[4]
- 2019 : Champion d'Europe NASCAR Whelen Euro Series division Elite Club - DF1 Racing[13],[15]
- 2020 : Champion d'Europe NASCAR Whelen Euro Series division EuroNASCAR Club - DF1 Racing[21]

### NASCAR Whelen Euro Series – EuroNASCAR Club
| 2019 | DF1 Racing | 99 | Chevy | VAL 5 | FRA 4 | HOC 3 | ZOL 1 | 1er | 274 |
| 2020 | DF1 Racing | 99 | Chevy | ZOL 2 | GRO 1 | VAL 1 |       | 1er | 224 |